# Hansa Records
Hansa Records (Hansa, Hansa Musik Produktion o Hansa International) fue una discográfica fundada en los años 1960 con base en Berlín, Alemania.
Hansa alcanzó su máximo apogeo a fines de los años 1970, cuando publicaron muchas producciones exitosas de artistas como David Bowie quien grabó los álbumes "Low" y "Heroes" en su estudio en Berlín Occidental. Los mayores éxitos logrados por la discográfica estuvieron basados en la banda alemana Boney M con hits que vendieron millones de copias como "Rivers Of Babylon", "Brown Girl In The Ring" y "Mary's Boy Child/Oh My Lord". Después de una caída de las ventas tanto nacional como internacionalmente a mediados de los años 1980, Hansa finalmente fue comprada por BMG, quien la fusionó con varios otros sellos como Ariola Records para formar BMG Berlin Musik GmbH/BMG-Ariola, más tarde para conformarse en parte de un conglomerado internacional llamado Sony BMG Music Entertainment.[cita requerida]

## Artistas
- The Action.
- Alfie Khan.
- Boney M.
- Bonnie Tyler: "Bitterblue" (1991), "Angel Heart" (1992), "Silhouette In Red" (1993).
- Burnt Out Stars.
- C.C. Catch.
- Sheree a.k.a Anna García "Ronnie Talk to Russia".
- Cliff Carpenter and his Orchestra.
- David Bowie: "Low" (1977), "Heroes". (1978)
- Depeche Mode: "Some Great Reward". (1984)
- Elton John: West Germany, Switzerland, and Austria. 1969-76
- Eruption.
- Falco.
- Frank Farian.
- Gilla.
- Iggy Pop: "The Idiot" y "Lust for Life". (ambos de 1977)
- Japan.
- La Mama.
- Mecano: "Entre el cielo y el suelo". (1986)
- Milli Vanilli.
- Modern Talking.
- Münchener Freiheit: "Wachgeküsst".
- Precious Wilson.
- Die Prinzen.
- Ricky Shayne.
- Siouxsie and the Banshees.
- Amii Stewart.
- Roland Kaiser.
- The Cure.
- The Sugarhill Gang.
- U2: "Achtung Baby". (1991)

Jumbo:"get that mojo workin"